# Lucho González
Luis Óscar González (Buenos Aires, 19 januari 1981), beter bekend als Lucho González, is een Argentijns profvoetballer. De middenvelder speelt sinds 2016 bij Clube Atlético Paranaense.

## Clubcarrière
Lucho begon als profvoetballer bij Club Atlético Huracán in 1999. In 2002 maakte hij de overstap naar topclub River Plate. Daar werd González al snel een vaste waarde en in 2004 won hij met River Plate de Clausura. Datzelfde jaar speelde Lucho met het Argentijns elftal op de Copa América (verliezend finalist) en de Olympische Spelen (goud). In 2005 vertrok González naar FC Porto. Bij Porto werd hij clubtopschutter met tien doelpunten, waarna hij de overstap maakte naar Olympique Marseille. Na een aantal jaar bij Marseille vond hij het in januari 2012 tijd om terug te keren bij FC Porto. In 2006 nam hij deel aan het WK 2006.

## Interlandcarrière
González maakte zijn debuut voor de nationale ploeg van Argentinië op 31 januari 2003 in de vriendschappelijke uitwedstrijd tegen Honduras (1-3), net als Diego Milito. González nam in dat duel de tweede en derde treffer van de Argentijnen voor zijn rekening.